# Літвінов Володимир Григорович
Літвінов Володимир Григорович (нар. 11 травня 1949) — Герой України, заслужений шахтар України. Народний депутат України V, VI скликань. Член Партії регіонів.

## Життєпис
Народився 11 травня 1949 р. в Ганнівці Добропільського району Донецької області.
Освіта: Донецький заочний гірничий технікум (1976—1981), гірничий технік, «Підземна розробка вугільних родовищ».
Вересень 2007 — кандидат в нардепи України від Партії регіонів, № 221 в списку. На час виборів: нардеп, член ПР.
Народний депутат України 5-го скликання з кінця травня 2006 року. Обраний від Партії регіонів, № 200 в списку. На час виборів: бригадир прохідників відокремленого підрозділу, "Шахта «Добропільська». член фракції Партії регіонів (з вересень 2006), член Комітету з питань культури і духовності (з вересня 2006).
- З 1966 — робітник Добропільського ремонтно-механічного заводу.
- 1968-70 — служба в армії.
- З 1971 — електрослюсар, прохідник, бригадир прохідників, Добропільське шахтобуд. упр. № 2. 1979-84 — прохідник, гірн. майстер. ВП "Шахта «Добропільська».
- 1984—2006 — бригадир прохідників дільниці УВР-3, ДВАТ "Шахта «Добропільська» ДХК «Добропіллявугілля».
- 2002—2006 — депутат Донецької облради.

## Сім'я
- дружина Тетяна Володимирівна (1950) — завідувач архіву ВП "Шахта «Добропільська»;
- син Віталій (1969) — заступник начальника дільниці ВП "Шахта «Добропільська»;
- дочка Дар'я (1980) — економіст ТОВ «Астел».

## Нагороди
- Звання Герой  України з врученням ордена Держави (22 серпня 2000) — за особисті заслуги перед Українською державою у розвитку вугільної промисловості[5]
- Заслужений шахтар України (21 серпня 1996) — за досягнення високих показників у видобутку вугілля, значний особистий внесок у підвищення ефективності виробництва[6]
- Знаки «Шахтарська слава» III, II, I ст, «Шахтарська доблесть» III, II, I ст.